# Monkey Business Sextet
Monkey Business Sextet — российский музыкальный коллектив, играющий в стиле ска-панк. Помимо ска-панка группа делала экскурсы в диско, easycore, регги и шансон.
Группа была образована в Москве в 2012 году. Успела поучаствовать в международных фестивалях Соседний Мир (2013), Нашествие (2014—2015).
В Monkey Business Sextet играло семь человек, хотя слово секстет подразумевает наличие всего шести. Это было связано это с тем, что присоединившийся к коллективу в 2014 году саксофонист Андрей Пелле стал седьмым участником, но менять устоявшееся название Секстет на Септет группа не захотела.
Коллектив прекратил творческую деятельность в 2016-м. Последний концерт был отыгран 25 ноября 2016 года.

## Дискография
- Sextremism (2013)
- Для Девочек (2014) (EP)
- Fallometriya (2015)
- Chetverochka (2015)